# Monster Hunter
Monster Hunter (jap. モンスターハンタ) – gra komputerowa, stworzona i wydana przez firmę Capcom 11 marca 2004 roku w Japonii. Gra zaliczana jest do gatunku fabularnych gier akcji, pozwala na zabawę w trybie singleplayer oraz multiplayer dla maksymalnie czterech osób.

## Fabuła
Monster Hunter rozgrywa się w fikcyjnych, prehistorycznych czasach, w których małe plemiona ludzi o dość zaawansowanej technologii żyją ze sobą w pokoju. Wyjątkiem są tu potwory (stylizowane na dinozaury), niepokojące lokalną ludność.
Gracz musi zacząć od stworzenia swojej postaci nim rozpocznie swoją przygodę jako łowca potworów. Grę rozpoczynamy od przeniesienia się do wioski, która jest równocześnie centrum wszystkich działań offline. W tym miejscu można zakupić, stworzyć od zera (wykorzystując zebrane materiały) lub ulepszyć swoją broń oraz zbroję. Gra zachęca do korzystania z rozbudowanego systemu rzemieślniczego do tworzenia i ulepszania sprzętu, zamiast kupowania go w sklepie. Po rozmowie z wodzem, który przedstawia graczowi listę zadań do podpięcia, można rozpocząć przygodę i wyruszyć w dzicz.
W grze istnieją dwa podstawowe typy zadań:
- misje myśliwskie, w których gracz musi zabić określoną liczbę bestii oraz dostarczyć zleceniodawcy zdobyte trofea, takie jak rogi, skóry czy kawałki mięsa,
- misje zbierackie, w których gracz musi przeszukiwać otoczenie w poszukiwaniu ziół i grzybów.

Drugim ważnym punktem na mapie gry jest miasto, które w przeciwieństwie do wioski stanowi onlinowe centrum spotkań graczy.

## Rozgrywka

### Potwory
W grze występuje 40 gatunków potworów – 11 małych i 29 dużych.

### Broń
Do dyspozycji graczy jest siedem typów broni:
- Miecz i tarcza – pozwala na szybkie, lecz mało skuteczne ataki.
- Podwójna broń – pozwala na zadawanie szybkich i mocnych ataków, jednak prowadzi do szybkiego spadku wytrzymałości.
- Wielki miecz – pozwala na zadawanie bardzo mocnych, jednak równie wolnych ataków.
- Młot – pozwala na zadawanie mocnych ataków, jednak prowadzi do szybkiego spadku wytrzymałości.
- Lanca – ma bardzo duży zasięg, pozwala na zadawanie mocnych ataków, jednak posiada spore ograniczenia obronne.
- Lekkie łukodziałko[4] – pozwala na ataki z odległości, o niewielkiej sile, lecz z większą częstotliwością.
- Ciężkie łukodziałko[4] – pozwala na ataki z odległości, o większej sile niż lekkie łukodziałko, jednak jego przeładowanie trwa dłużej.

## Produkcja i rozwój
Gra została po raz pierwszy zaprezentowana podczas Capcom Media Day w Las Vegas w 2003 roku, wzbudzając duże zainteresowanie graczy. Premiera odbyła się 11 marca 2004 roku w Japonii, 21 września 2004 roku w Ameryce Północnej, 27 maja 2005 roku w Europie oraz 1 czerwca 2005 roku w Australii i Oceanii. Gra nie spotkała się z najlepszym odbiorem, zarówno ze strony graczy jak i krytyków, głównie jej wersja dla jednego gracza. Niemniej gra została zaprojektowana przede wszystkim z myślą o lokalnej grze sieciowej. Gracz miał do wyboru rozgrywkę na jednym z dwóch serwerów – zielony i czerwony, gdzie do gry mogło wejść maksymalnie ośmiu graczy, tworząc dwie 4-osobowe drużyny.
20 stycznia 2005 w Japonii ukazało się rozszerzenie gry zatytułowane Monster Hunter G, które wprowadziło ulepszenia dla graczy oraz nowe podgatunki potworów.
1 stycznia 2008 roku serwery internetowe gry zostały zamknięte, co doprowadziło do znacznego spadku zainteresowania grą oraz zmniejszeniem ilości fanów odsłony.

## Odbiór gry
Pierwsza część serii nie spełniła oczekiwań krytyków. Otrzymała również najniższe oceny ze wszystkich części serii (68,97% na GameRankings oraz 68% na Metacritic). Gra krytykowana była przede wszystkim za mało interesującą część jednoosobową rozgrywki, brak czatu głosowego w trybie wieloosobowym oraz małą różnorodność oferowanych zadań. Dobrze oceniony został sieciowy tryb wieloosobowy, grafika oraz bogate możliwości rozbudowy broni oraz zbroi postaci.
Oceny krytyków są niższe niż oceny społeczności. Przykładowo, ocena krytyków na 1UP.com wynosi B+, natomiast ocena społeczności to A. Polscy gracze ocenili grę na GRYOnline.pl na 7.1 oraz na PPE.pl na 8.2.